# Dalle ceneri
Dalle ceneri (From the Ashes) è un film del 2024 diretto da Khalid Fahad.

## Trama
In una scuola femminile con rigide regole scoppia improvvisamente un incendio. Tutti cominciano a chiedersi se si sia trattato solamente di un incidente oppure di un incendio doloso. Tratto da una storia vera. 

## Distribuzione
Il film è stato distribuito sulla piattaforma Netflix a partire dal 18 gennaio 2024.